# Graeffea lifuensis
Graeffea lifuensis är en insektsart som beskrevs av Sharp 1898. Graeffea lifuensis ingår i släktet Graeffea och familjen Phasmatidae. Inga underarter finns listade i Catalogue of Life.